# التعليم البيطري في فرنسا

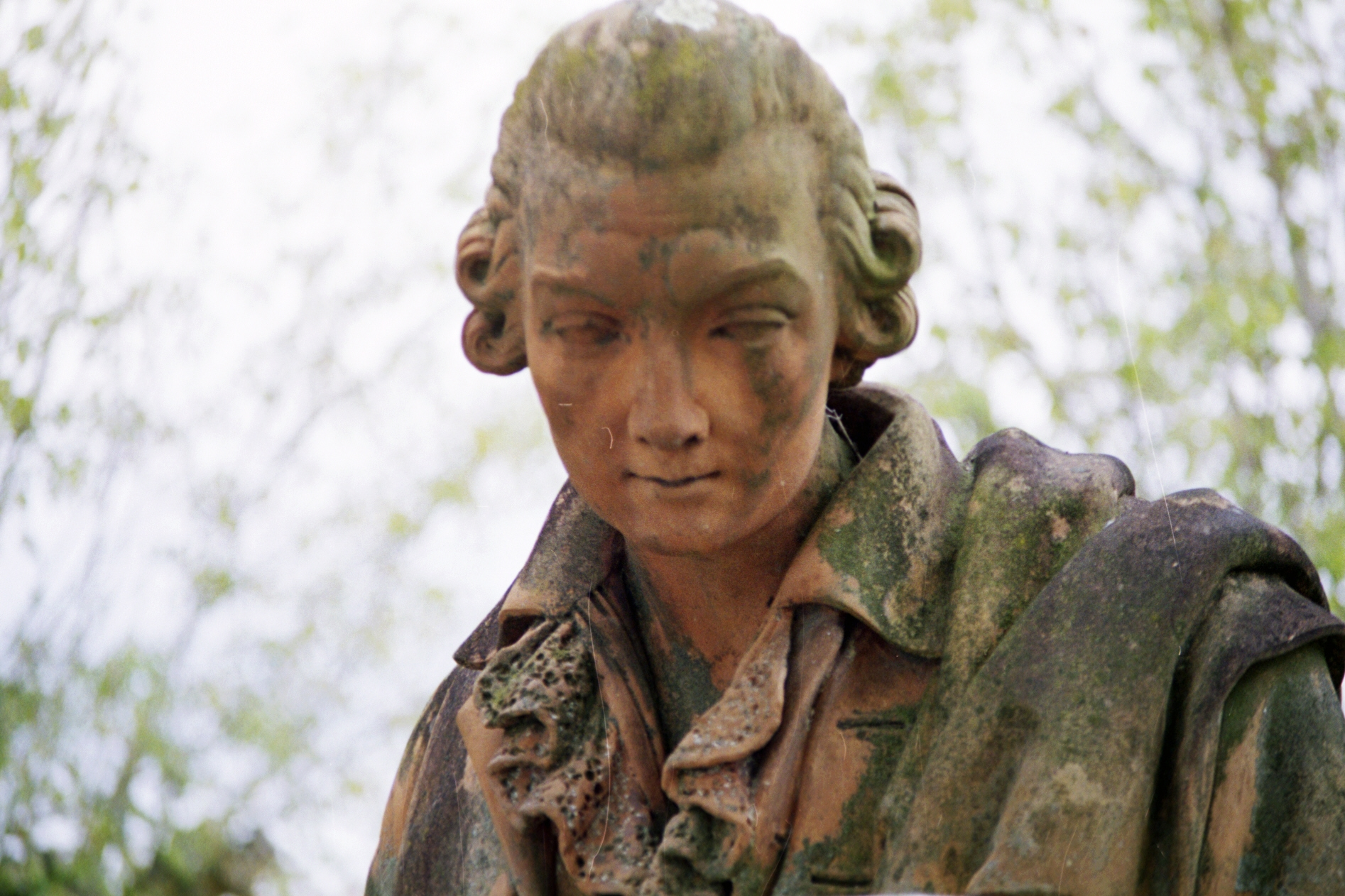
كلود بورجيلات ، رائد التعليم البيطري

التعليم البيطري في فرنسا (بالإنجليزية: Veterinary education in France)‏ يضمنه أربعة مدارس كبرى متخصصة، المدارس البيطرية الموجودة في ليون وميزون ألفور ونانت وتولوز. تستمر الدراسة سبع سنوات على الأقل بعد البكالوريا وتنتهي بأطروحة من أجل الحصول على دبلوم الدولة للطبيب البيطري.
تبدأ الدورة الدراسية بسنتين من الدراسات العلمية في نهايتها يجتاز الطلاب مسابقة وطنية للدخول لإحدى المدارس البيطرية، حيث تستمر الدراسات بعد ذلك على مدى خمس سنوات.
كانت فرنسا أول دولة يتم فيها إضفاء الطابع المؤسسي على تدريس الطب البيطري ، من خلال إنشاء أول مدارس بيطرية في القرن الثامن عشر.